# Ixora jourdanii
Ixora jourdanii är en måreväxtart som beskrevs av Arnaud Mouly och Jacques Florence. Ixora jourdanii ingår i släktet Ixora och familjen måreväxter. Inga underarter finns listade i Catalogue of Life.